# 유럽 고속도로 806호선
유럽 고속도로 806호선(European route E806)은 포르투갈의 토흐스노바스와 구아르다를 이르는 B-클래스급 간선도로로, 총 연장은 약 209km이다. 중간 경유지로는 카스텔루브랑쿠가 있다.

## 경로
- 포르투갈
  - 토흐스노바스
  - 카스텔루브랑쿠
  - E801 구아르다